# Geoffroy Grenonat
Geoffroy Grenonat c'est-à-dire  le Moustachu, (mort à Quimper le 25 octobre 1084), comte de Rennes de 1066 à 1084. 

## Biographie
Fils illégitime d’Alain III de Bretagne, il obtient le comté de Rennes à la mort de Conan II au détriment de l’héritière légitime Havoise de Bretagne mais sans doute avec l'appui de Berthe de Blois, la veuve de son père.
En 1075 il se joint à la révolte d’Eudes Ier de Penthièvre contre Hoël de Cornouaille, l’époux d’Havoise. Geoffroi Grenonat est ensuite impliqué dans le conflit qui éclate à Dol-de-Bretagne où Alain III de Bretagne avait imposé comme archevêque le peu recommandable Juhel afin de contrôler l'ancien domaine des vicomtes d'Alet. Le peuple et le clergé de Dol mécontent et sans doute à l'incitation de la famille de Riwallon de Dol seigneur de Combourg chasse Juhel qui se réfugie à l'Abbaye du Mont-Saint-Michel d'où il mène des attaques contre Dol où Riwallon tente d'imposer son fils Gelduin de Dol comme archevêque. Guillaume II de Normandie profite de l'occasion pour intervenir et assiège Dol en septembre 1076. L'intervention armée du roi Philippe Ier de France, oblige le duc normand à se retirer. Et les Dolois reconnaissent l'autorité de Geoffroi Grenonat qui intervient les années suivantes à l'Abbaye-sous-Dol et dans le choix d'Éven († 1081), abbé de Saint-Melaine de Rennes comme nouvel archevêque C'est sans doute à l'occasion de ce conflit que Geoffroi fait renforcer en 1077 le mur d’enceinte de la cité de Rennes.
Assiégé et pris dans Rennes par Alain Fergent dès le début de son règne, il est envoyé à Quimper où il meurt la même année 1084. Selon Augustin du Paz, Geoffroi Grenonat aurait épousé Berthe,  une fille de Riwallon de Dol, qui meurt religieuse un an après lui.

## Sources
- André Chédeville  & Noël-Yves Tonnerre, La Bretagne féodale XIe – XIIIe siècle, Rennes, Ouest-France Université, 1987 (ISBN 9782737300141).
- Michel Brand'Honneur, Manoirs et châteaux dans le comté de Rennes (XIe – XIIe siècles), Rennes, Presses universitaires de Rennes, 2001 (ISBN 2 86847 5612).
- Stéphane Morin, Trégor, Goëlo, Penthièvre. Le pouvoir des Comtes de Bretagne du XIe au XIIIe siècle, Rennes, Presses universitaires de Rennes & Société d'émulation des Côtes-d'Armor, 2010, 406 p. (ISBN 9782753510128), p. 51,70,73,77,100,101,104-107,109,171,184,198,215,236,283,304.